# 烏坎事件
烏坎事件（うかんじけん）とは、2011年に中華人民共和国広東省汕尾市に属する県級市陸豊市東海街道烏坎村で発生した、村民委員会の不明朗な土地取引に端を発し、村民と警察との激しい衝突を経て、村民が村民委員会選任の直接選挙を行えるようになった一連の事件である。

## 事件の経過
改革開放後の中国においては、集団農業組織としての人民公社が廃止され、土地は村民委員会が管理することになっているが、土地の処分などの問題については、成人の全村民が参加する村民会議で承認することが必要である。しかし烏坎村においては、村民委員会が村民会議に諮らず、役員だけで勝手に取り決めたとされる。しかもこれらの土地には7億元余りの代金が支払われたにもかかわらず、村民には1人当たり500元（全村で400万元余り）の補償金が支給されたのみで、残りは村民委員会の役員などが着服したと推測された。これらの土地取引に疑問を抱いた烏坎村の青年20名余は2009年から2011年にかけて、陸豊市や政府陳情局に10数回にわたり「信訪」（中華人民共和国においては、個人または組織等が、国家機関に対する文書の提出または直接の訪問により、請願・陳情や苦情を申し立てることを「信訪」という）を繰り返していた。2011年夏ごろからデモ行進を組織するなど、抗議行動はエスカレートしていた。9月21日には3000名近い村民はデモを行い、開発業者、村民委員会、市政府の事務所などに請願に訪れ、一部は道路を封鎖するなどした。その日はそれ以上の騒動は起こらなかったが、翌日武装警察の特別部隊100名余が村内に進駐し、集会に参加していた村民（女性、子供を含む）を威嚇して解散させようとしたため、激しい衝突が発生した。村民・警察とも10数名の負傷者が発生し、警察は4名を拘束した。この事態を受け、陸豊市と東海鎮の政府と村民代表で話し合いが行われ、陸豊市の副市長が調査班を派遣して調査すると約束し、村民もこれを受け入れ、ひとまず自体は収拾した。村民たちはこの調査の進行状況を監視するため、烏坎村村民臨時代表理事会を立上げ、13名の理事を選出した。しかし、烏坎村に派遣された調査班の責任者は大量の土地を購入した開発業者の親戚であったためもあり、調査はなかなか進まなかった。11月21日から三日連続で市庁舎の前で座り込みが行われた。12月9日になって、ようやく汕尾市政府は記者会見を開き調査結果を報告したが、そこには以下のような事実が含まれていた。
- 烏坎村党支部書記および副書記に党紀違反があったことを認め両名を解任した[5]。
- 陸豊市政府は11月17日に村民から要求のあった土地問題を全て処理し終え、問題は解決した[5]。
- 同日、公安機関は上述理事会を非合法組織と認定し、薛錦波副会長ら5名の関係者を逮捕した[3][6]。

12月10日、この報告内容に激怒した村民たちは、調査班責任者の親戚が経営する牧場に押しかけ、警備にあたっていた武装警官隊と激しく衝突した。警察は村を包囲し、村民側もバリケードを築くなどして自衛して村は実質上孤立した。12月11日、拘束され取り調べを受けていた薛錦波副会長の様子が急変し、病院に搬送されたが死亡したとの発表がされると、双方の対立は抜き差しならないものとなった。警察は村への水道、電気、食料の供給を断ち兵糧攻めを行うとともに、メディアが村に入ることを禁じた。村民側は、インターネットや携帯電話のミニブログ（中国版ツイッター）などを利用して村民の主張を全国および全世界に訴えた。村民側は逮捕された理事会のメンバーの釈放ならびに薛錦波の遺体の引き渡しを求めて青年600名で組織する部隊によるデモを敢行すると発表した。12月20日、汕尾市政府の関係者が烏坎村に入り、村民の要求を受け入れる代わり、デモを中止するように求め、村民もこれを受け入れ、3か月におよぶ烏坎村の混乱はようやく収束した。2012年2月には村民代表の選挙、3月3日には新しい村民委員会を選任するための村民全員による直接選挙がそれぞれ実施された。

## 本事件の結果である「烏坎モデル」の評価
- 多くの関係者、専門家は烏坎事件の解決方法を「烏坎モデル」と呼んで高く評価するが、現時点で「烏坎モデル」がこれからの集団抗議行動の全てに適用される保証はどこにもないが、それでも国内外から注目される中で「烏坎モデル」は人々に強い印象を与え、そして社会衝突の解決に新たな手本を提示したに違いないとの評価がある（唐後掲書）[9]
- 上記直接選挙は、10年前にすでに失敗に帰した選挙モデル（1990年代に吉林省の1つの村から始まり、「海選選挙」として全国にも拡がったが、党中央により否定されたモデル）の再演にすぎず、評価には慎重であるべきとの指摘もある（田中後掲書）[8]。

## 烏坎村のその後の経過
2012年9月21日に、烏坎村で抗議デモ1周年を記念し、同時に遅々として進まない土地問題の解決を訴えるため、100名余りの村民がささやかな抗議集会をした。一方で烏坎村の成功に刺激され、自分たちもと立ち上がった村も少なくない。烏坎村にもほど近い恵州市恵東県平海鎮河下村は、烏坎村と瓜二つの土地問題に直面し村をあげての闘いに挑んだ。しかし、同村の場合は、話し合いの糸口すら掴めず、厳しい弾圧をうけ20名もの逮捕者を出し、苦境に陥っている。2016年9月13日、陸豊市警は烏坎村に1000人以上の武装警察や機動隊を投入して、デモ隊への弾圧を行った。その際に陸豊市警は催涙弾やゴム弾を使用し、一方のデモ隊側も投石をして激しく抵抗したことで村民に数十人の怪我人が出た。当日、陸豊市警は村民約100人を拘束、13人を逮捕、逃走した5人を指名手配、5人に対して2万元（約30万円）の懸賞金を懸けた。また陸豊市警は、外部から烏坎村に人や車両を入れないようにして村を孤立化させ、外への情報流出を遮断した。